# Sulayman Bah
Sulayman "Saul" Bah född  21 januari 1986 i Gambia, är en svensk kortdistanslöpare som tävlar för Ullevi FK i Göteborg. Han gjorde 2015 med tiden 10,22 (vind +1,3 m/s) den tredje bästa tid på 100 meter någonsin i Sverige, bara fyra hundradelar över Peter Karlssons svenska rekord från 1996.
Bah är född i Gambia, men har en svensk fru. Paret valde att flytta till Sverige några år innan han våren 2015 fick sitt svenska medborgarskap.

## Personliga rekord
| Utomhus - 100 meter – 10,22 (Skara 6 juni 2015) - 100 meter – 10,19 (medvind) (Skara 29 augusti 2015) - 150 meter – 16,07 (Lerum 19 augusti 2012) - 200 meter – 21,62 (Mölndal 3 augusti 2013) - 200 meter – 21,05 (medvind) (Göteborg 5 juli 2015) | Inomhus - 60 meter – 6,70 (Göteborg 4 februari 2017) |

### Fotnoter
1. 1 2 3 4 5  ”Personsida på European Athletics' webbplats” (på engelska). european-athletics.org. http://www.european-athletics.org/athletes/group=b/athlete=112125-bah-sulayman/index.html. Läst 14 september 2018.
2. ↑  ”Stora SM 2015, dag 1”. trackandfield.se. http://www.trackandfield.se/resultat/2015/150807.htm. Läst 31 oktober 2015.
3. ↑  ”Stafett-SM 2014” (pdf). idrottonline.se. Arkiverad från originalet den 2 april 2015. https://web.archive.org/web/20150402184643/http://www3.idrottonline.se/ImageVaultFiles/id_595198/cf_69694/resultat2014-05-27_2.PDF. Läst 25 mars 2015.
4. ↑  ”Stafett-SM 2015”. smfriidrott.com. Arkiverad från originalet den 24 november 2015. https://web.archive.org/web/20151124055051/http://www.smfriidrott.com/tavling/stafett-sm-2015/resultat. Läst 31 oktober 2015.
5. ↑  ”Stafett-SM 2016”. trackandfield.se. http://www.trackandfield.se/resultat/2016/160528.htm. Läst 1 november 2016.
6. ↑  ”Stafett-SM 2013”. huddinge-friidrott.org. Arkiverad från originalet den 4 mars 2016. https://web.archive.org/web/20160304222253/http://www.huddinge-friidrott.org/tavlingar/13/stafettsm/resultat.htm. Läst 29 maj 2013.
7. ↑  ”Stafett-SM 2018-05-26/27”. trackandfield.se. http://trackandfield.se/resultat/2018/180526_27.htm. Läst 5 september 2018.
8. ↑  ”Stora inne-SM 2015, resultat”. archive.is. Arkiverad från originalet den 22 februari 2015. https://archive.is/20150222161525/http://livetiming.se/track/ism15/. Läst 29 mars 2015.
9. ↑  ”ISM i friidrott - Växjö 25-26 februari 2017”. telekonsultarena.se. Arkiverad från originalet den 3 september 2017. https://web.archive.org/web/20170903123052/http://telekonsultarena.se/resultat/ISM17/Resultat.php. Läst 7 mars 2017.
10. 1 2 3 4 5 6 7 8  ”Personsida på IAAF:s webbplats” (på engelska). iaaf.org. https://www.iaaf.org/athletes/sweden/sulayman-bah-308219. Läst 14 september 2018.
11. ↑  Ekwing, Anders (6 juni 2015). ”Sveriges nya 100-metersstjärna”. svt nyheter (svt.se). http://www.svt.se/nyheter/regionalt/vast/sveriges-nya-100-metersstjarna. Läst 6 juni 2015.